# Leisha Hailey
Leisha Hailey (Okinawa, 11 luglio 1971) è un'attrice e cantante statunitense, nota principalmente per il ruolo di Alice Pieszecki nelle serie televisive The L Word e The L Word: Generation Q.

## Biografia
Leisha Hailey nasce nell'amministrazione civile statunitense delle isole Ryukyu, in Giappone, nel 1971 ma cresce a Bellevue in Nebraska.
A 17 anni, fa coming out e si trasferisce a New York per frequentare l'American Academy of Dramatic Arts. In questi anni fonda il duo pop alternativo The Murmurs, con il quale realizza tre dischi. Nel 1997 inizia a lavorare in televisione, facendo la comparsa in un episodio della serie Ellen
Esordisce al cinema con All Over Me, nel quale interpreta una rocker lesbica e di cui è anche autrice della colonna sonora. 
Dal 2004 al 2009, ha interpretato Alice Pieszecki, una giornalista conduttrice di radio e televisione, in The L Word. Nel 2019, riprende il suo ruolo nel sequel, The L Word: Generation Q.

## Vita privata
Nei primi anni '90, Hailey ha avuto una relazione con la cantante k.d. lang per cinque anni fino alla rottura nel 2001. Dal 2011 al 2016 è stata insieme alla sua compagna di band, Camila Grey. La loro relazione è divenuta pubblica quando le due sono state espulse da un volo della Southwest Airlines per essersi baciate.

## Filmografia

### Cinema
- All Over Me, regia di Alex Sichel (1997)
- Some Girl, regia di Rory Kelly (1998)
- Sleeping Beauties, regia di Jamie Babbit – cortometraggio (1999)
- Size 'Em Up, regia di Chris J. Russo – cortometraggio (2001)
- The Snowflake Crusade, regia di Megan Holley (2002)
- La Cucina, regia di Allison R. Hebble e Zed Starkovich (2007)
- Fertile Ground, regia di Adam Gierasch (2011)
- Love Is All You Need?, regia di K. Rocco Shields (2016)
- Dead Ant, regia di Ron Carlson (2017)

### Televisione
- Crescere, che fatica! (Boy Meets World) – serie TV, episodio 4x05 (1996)
- Ellen – serie TV, episodio 4x22 (1997)
- The L Word – serie TV, 70 episodi (2004-2009)
- CSI - Scena del crimine (CSI: Crime Scene Investigation) – serie TV, episodi 6x11-11x09 (2006, 2010)
- Grey's Anatomy – serie TV, episodio 2x15 (2006)
- Drop Dead Diva – serie TV, episodio 2x10 (2010)
- The New Normal – serie TV, episodio 1x07 (2012)
- Constantine – serie TV, episodio 1x02 (2014)
- Supernatural – serie TV, episodio 10x20 (2015)
- Chasing Life – serie TV, episodio 2x04 (2015)
- Bosch – serie TV, 7 episodi (2016)
- Code Black – serie TV, episodio 2x05 (2016)
- Silicon Valley – serie TV, episodi 4x06-4x10 (2017)
- The L Word: Generation Q – serie TV, 28 episodi (2019-2023)

## Doppiatrici italiane
Nelle versioni in italiano delle opere in cui ha recitato, Leisha Hailey è stata doppiata da:
- Claudia Pittelli in The L Word (st. 1-2), The L Word: Generation Q
- Laura Latini in The L Word (st. 3-6)
- Irene Di Valmo in CSI - Scena del crimine (ep. 6x11)
- Sabrina Duranti in CSI - Scena del crimine (ep.11x09)
- Marina Guadagno in Bosch

## Discografia
- The Murmurs - Who Are We (1994)
- The Murmurs - The Murmurs (1994)
- The Murmurs - Pristine Smut (1997)
- The Murmurs - Blender (1998)
- Gush - Gush (2001)
- Uh Huh Her - Common Reaction (2008)
- Uh Huh Her - Nocturnes (2011)